# Stanislao Campana
Stanislao Campana, né en 1795 et mort en 1864, est un peintre italien, représentant des sujets historico-mythologiques et sacrés.

## Biographie
Stanislao Campana naît à Panocchia (it), et est formé à Parme à l'Istituto Toschi de la ville, sous la direction de Biagio Martini.
Il peint une Mort de Meleagro (1822) qui lui permet d'obtenir une bourse pour se rendre à Rome. Il revient en 1828 et peint des épisodes des œuvres du Tasse pour la salle principale de la Biblioteca Palatina. Il peint un retable représentant la Vierge à l'Enfant, saint Michel et le diable se disputant les âmes du Purgatoire (1835) pour l'église San Michele, et une Déposition (1835) commandée par la duchesse Marie-Louise, et exposée au Palazzo Vescovile. En 1832, il devient professeur à l'Académie des Beaux-Arts, et en 1847, surintendant des Galeries Ducales.